# Everlast (музикант)
Еверласт (англ. Everlast), справжнє ім'я Ерік Шроді (англ. Erik Schrody) (нар. 18 серпня 1969, Веллі-Стрім (англ. Valley Stream), Нью-Йорк) — американський реп-виконавець ірландського походження та автор пісень, має характерний низький вокал. У своїй сольній творчості він поєднує елементи різних жанрів — року, блюзу, хіп-хопу. З 1991 по 1996 рік був лідером гурту «House of Pain». У 2000 разом з Карлосом Сантаною отримав Греммі у номінації «Найкраще вокальне рок виконання дуетом або групою» за композицію «Put Your Lights On».

## Спільна творчість
Еверласт працював з багатьма музикантами, у тому числі Divine Styler, Lordz Of Brooklyn, Run DMC, The X-Ecutioners, Xzibit, Carlos Santana, Swollen Members, Warren Haynes, Cypress Hill, Madonna, Sadat X, Bronx Style Bob, Casual, Cee-Lo, Prince Paul, N'Dea Davenport, Fredwreck, Kurupt, Daz Dillinger, Lord Finesse, O.C., Sick Jacken, Ill Bill, Nice & Smooth, Ice-T, Guru, KRS-One, Mack 10, Danny Diablo, Limp Bizkit, KoRn, Prodigy, Mobb Deep, Bad Azz, Son Doobie из Funkdoobiest та іншими.

## Концерти в Україні
Вперше виступив в Україні у 2012 році з концертами у Києві у Crystal Hall 12 червня та 18 грудня . Вдруге у 2014 році у клубі Юность.16 серпня 2015 року виступив на фестивалі ZaxidFest . 11 липня 2019 року виступав на столичному фестивалі Atlas Weekend .

## Саундтреки
- Gravesend (1997) : Gravesend (Lake of Fire)
- End of Days (1999) : So Long
- Big Daddy (1999) : Only Love Can Break Your Heart
- Black and White (2000) : Life's a Bitch
- King of the Jungle (2000) : Love For Real (Remix) feat. N'Dea Davenport
- Ali (2001) : The Greatest
- Formula 51 (2001) : Run–D.M.C. feat. Everlast Take The Money And Run
- Little Manhattan (2005) : Lonely Road
- Saving Grace (2007) : Saving Grace

## Дискографія
| Сольні альбоми |
| --- |
| Forever Everlasting - Реліз: 27 березня, 1990 - Лейбл: Warner Bros. Records - Сингли: «Never Missin' A Beat», «The Rhythm», «I Got The Knack»        |
| Whitey Ford Sings the Blues - Реліз: 8 вересня, 1998 (двічі платиновий) - Лейбл: Tommy Boy Records - Сингли: «What It's Like», «Ends», «Painkillers» |
| Today (EP) - Реліз: 1999 - Лейбл: Tommy Boy Records - Сингли: —                                                                                      |
| Eat at Whitey's - Реліз: 17 жовтня, 2000 (золотий) - Лейбл: Tommy Boy Records - Сингли: «Black Jesus», «Deadly Assassins», «I Can't Move»            |
| White Trash Beautiful - Реліз: 25 травня, 2004 - Лейбл: Island Def Jam - Сингли: «White Trash Beautiful»                                             |
| Love, War and The Ghost of Whitey Ford - Реліз: 23 вересня, 2008 - Лейбл: Martyr Inc Records - Сингли: «Folsom Prison Blues»                         |
| Songs of the Ungrateful Living - Реліз: 18 жовтня, 2011 - Лейбл: Martyr Inc Records/EMI                                                              |
| The Life Acoustic - Реліз: 27 серпня 2013 - Лейбл: Martyr Inc., EMI                                                                                  |
| Cull - Реліз: 2018 - Лейбл: Martyr Inc., |